# Polda 5
Polda 5 je česká videohra z roku 2005 a pátý díl populární herní série Polda. Producent byl Martin Zima, vedoucí výroby Radek Smíšek, programoval Petr Svoboda, většinu grafiky vytvořil David Dvořák a většinu hudby Roman Džupinka. Hru nadabovali známí herci a baviči Luděk Sobota, Zdeněk Izer, Zdeněk Mahdal, Jan Šťastný, Bohdan Tůma a Miroslava Součková.

## Zpracování
Hra znovu jako předchozí díl používá 3D renderovanou grafiku, ale vsadila opět více na humor. Na rozdíl od předchozího dílu, pokud Pankrác umře, automaticky se hra načte těsně před tuto událost, není tedy nutné často ukládat pozice. Ve hře je 35 herních obrazovek a 45 interaktivních postav. Hra již neobsahuje žádné mezihry. Polda 5 byl přeložený do italštiny nazvaný: Polda - Agente 610 a do ruštiny pod názvem: Пан Польда и тайны времени (Pan Polda a tajemství času).

## Příběh
Pankrác je kontaktován agenturou P.R.Č.A. (Policejní Rekonstrukce Časových Abnormalit), která ho najme jako agenta na řešení různých případů ovlivňující chod světových dějin. Pomocí stroje času řeší tři případy v různých obdobích. V prvním antickém období pomáhá Řekům dobýt město Trója, v druhém zhatí vítězství Němců v 1. světové válce a v období starověkého Egypta řeší smrt mladého faraona. Na misích potkáte bohyni Afroditu, psa Kerberose a vezíra Imhotepa.